# Рафаил II
Патриа́рх Рафаил II (греч. Πατριάρχης Ραφαήλ Β΄; XVI век, Османская империя — не ранее октябрь 1607, Османская империя) — патриарх Константинопольский (1603—1607).

## Биография
До своего избрания на патриарший престол был епископом Мифинским.
В марте 1603 года был избран патриархом Константинопольским. За период своего патриаршества обращался к клиру и пастве с многочисленными посланиями. Современники отмечали резкость и неуступчивость в характере патриарха Рафаила. Так патриарх Кирилл Лукарис в своём письме к епископу Гераклейскому Дионисию писал: «… Рафаил правил Патриархатом как тиран в течение четырёх лет».
В своей церковной политике искал сближения с Римо-католической церковью и в его переписке имеется секретная корреспонденция с Римским папой Павлом V.
Оставался на Константинопольском престоле до октября 1607 года, когда был отстранён от должности султаном Ахмедом I и окончил жизнь в изгнании от насильственной смерти.